# Dragon Ball: Origins 2
Dragon Ball: Origins 2 (ドラゴンボールDS2 突撃! レッドリボン軍, Doragon bōru dī esu tsū: Totsugeki! Reddo ribon gun, littéralement « Dragon Ball DS 2 : Chargez ! L’armée du Red Ribbon ») est un jeu vidéo d'action-aventure édité par Namco Bandai et développé par Game Republic sur l'univers de Dragon Ball. Le jeu est disponible en 2010 sur Nintendo DS.